# Gas-s-s-s
Pour plus de détails, voir Fiche technique et Distribution.
Gas-s-s-s (ou Gas! -Or- It Became Necessary to Destroy the World in Order to Save It.) est un film américain réalisé par Roger Corman, sorti en 1970.

## Synopsis
Un gaz lâché dans l'atmosphère est mortel pour tous les humains de plus de 25 ans. La planète est désormais aux mains de la jeunesse.

## Fiche technique
- Titre : Gas-s-s-s ou Gas! -Or- It Became Necessary to Destroy the World in Order to Save It.
- Réalisation : Roger Corman
- Scénario : George Armitage
- Photographie : Ron Dexter
- Musique : Barry Melton
- Genre : science-fiction, comédie noire
- Pays de production : États-Unis
- Date de sortie : 1970

## Distribution
- Bob Corff : Coel
- Elaine Giftos : Cilla
- Bud Cort : Hooper
- Talia Shire : Coralee
- Ben Vereen : Carlos
- Cindy Williams : Marissa
- Alex Wilson : Jason
- George Armitage : Billy the Kid
- Country Joe McDonald : AM Radio
- Pat Patterson : Demeter